# Беняше (Вармінсько-Мазурське воєводство)
Беняше (пол. Bieniasze, нім. Banners) — село в Польщі, у гміні Мілаково Острудського повіту Вармінсько-Мазурського воєводства.
Населення — 95 осіб (2011).

## Демографія
Демографічна структура станом на 31 березня 2011 року:
|          | Загалом | Допрацездатний вік | Працездатний вік | Постпрацездатний вік |
| -------- | ------- | ------------------ | ---------------- | -------------------- |
| Чоловіки | 47      | 11                 | 31               | 5                    |
| Жінки    | 48      | 5                  | 31               | 12                   |
| Разом    | 95      | 16                 | 62               | 17                   |